# Linards Zēmelis
Linards Zēmelis (* 26. Oktober 1995) ist ein lettischer Biathlet.
Linards Zēmelis gab sein internationales Debüt im Rahmen der Olympischen Jugend-Winterspiele 2012 in Innsbruck, wo er 49. des Sprints, 43. der Verfolgung sowie mit der Biathlon/Skilanglauf-Mixed-Staffel 23. wurde. Bei den Biathlon-Juniorenweltmeisterschaften 2013 in Obertilliach belegte er die Ränge 19 im Einzel, 51 im Sprint und 58 in der Verfolgung. Ein Jahr später wurde er in Presque Isle 32. des Einzels, 39. des Sprints, 45. der Verfolgung und 12. mit der lettischen Staffel.
Seine ersten Rennen bei den Männern im Leistungsbereich bestritt Zēmelis 2013 in Beitostølen im IBU-Cup und wurde 100. des Einzels und 97. des Sprintrennens. Kurz darauf wurde er in Obertilliach 71. eines Sprints und erreichte damit seine bislang bese Platzierung in der Rennserie. Ein erster Höhepunkt bei den Männern wurden die Biathlon-Europameisterschaften 2014 in Nové Město na Moravě. Zēmelis kam hier einzig im Staffelrennen zum Einsatz und beendete dieses an der Seite von Rolands Pužulis, Toms Praulītis und Aleksandrs Patrijuks als Schlussläufer der lettischen Vertretung als überrundete Staffel auf Rang 18.